# ナントウィッチ・タウンFC
ナントウィッチ・タウン・フットボールクラブ（Nantwich Town Football Club）は、イングランド、チェシャー州のクルー・アンド・ナントウィッチを本拠地とするセミプロサッカークラブチームである。2012-2013シーズンはノーザンプレミアリーグ・プレミアディヴィジョン（7部相当）に所属。

## 歴史
1884年にナントウィッチFC（Nantwich Football Club）として創設された。1892年にシュロップシャーのフットボールリーグに参加。1892/93シーズン、参加初年度にもかかわらずリーグ2位の好成績を残している。創設から90年目の1974年に現在のナントウィッチ・タウンFCに改称した。2005/06にはFA Vase決勝でヒリンドン・ボロを3-1で破り、優勝を果たしている。2007/08シーズンはリーグ3位で終え、7部リーグ昇格を果たした。

## 名称変更
- 1884-1973 ナントウィッチFC
- 1973-現在 ナントウィッチ・タウンFC

## クラブ各種記録
一試合最多得点勝利試合
15-0 vs アシュトン・ユナイテッド 1966/67
一試合最多失点敗戦試合
2-16 vs ステイリブリッジ・セルティック 1932.10.22
一試合最多観客動員数
5,121人 vs ウィンスフォード・ユナイテッド 1921.2.19

## タイトル

### 国内タイトル
- FAヴェイス:1回

2005-2006
- チェシャー・カウンティーリーグ:1回

1980-1981
- チェシャー・シニアカップ:4回

1932-1933,1975-1976,2007-2008,2011-2012
- ノースウェストカウンティーズリーグ・チャレンジカップ:1回

1994-1995
- ミッドチェシャー・リーグ:1回

1963-1964
- ミッドチェシャー・リーグカップ:2回

1961-1962,1962-1963
- クルー・アマチュアコンベイション:1回

1946-1947

### 国際タイトル
- なし

## 歴代所属選手
- リー・ジョーンズ 2007-2010
- アシュリー・ウェストウッド 2008
- ジョゼ・ヴェイガ 2015